# Десетичен логаритъм
Десетичният логаритъм е математическа функция, вид логаритъм с основа числото 10. Дефинира се като:
{\displaystyle \log _{10}(x)=y\quad } тогава и само тогава, когато {\displaystyle \quad 10^{y}=x.}
Стандартното означение на функцията според ISO 31-11 e от вида lg x, но понякога се използва и означението log x, както и общото означение за логаритми log10x. До масовото резпространение на калкулаторите през втората половина на XX век за практически изчисления в науката и техниката широко се използват таблици с предварително изчислени стойности на десетичния логаритъм.